# 靖口镇
靖口镇，是中华人民共和国陕西省宝鸡市太白县下辖的一个乡镇级行政单位。

## 行政区划
靖口镇下辖以下地区：
关上街村、石沟村、石沟门村、大地岭村、焦家山村、凉水泉村、散军塬村、庙台村和水蒿川村。